# Contea autonoma hani, yi e dai di Yuanjiang
La contea autonoma hani, yi e dai di Yuanjiang (元江哈尼族彝族傣族自治县S, Yuánjiāng Hānízú Yízú Dǎizú ZìzhìxiànP) è una contea autonoma della Cina, situata nella provincia di Yunnan e amministrata dalla prefettura di Yuxi.